# 王均乡
王均乡，是中华人民共和国河北省衡水市枣强县下辖的一个乡镇级行政单位。

## 行政区划
王均乡下辖以下地区：
大王均村、曹庄村、东故县村、东王均村、于胜屯村、大师友村、苏谷村、刘进伯村、同进村、文登村、李迁庄村、庄科村、苏家庄村、西故县村、大李庄村、前师友村、刘大市村、焦家庄村、赵大市村、后大市村、郑家庄村、商大市村、边村、南刘庄村、前大市村、后陈庄村、前陈庄村、徐家庄村、阎大市村、仉家庄村、宋庄村、安门村、夏家庄村和文登庄村。